# Špička ledovce

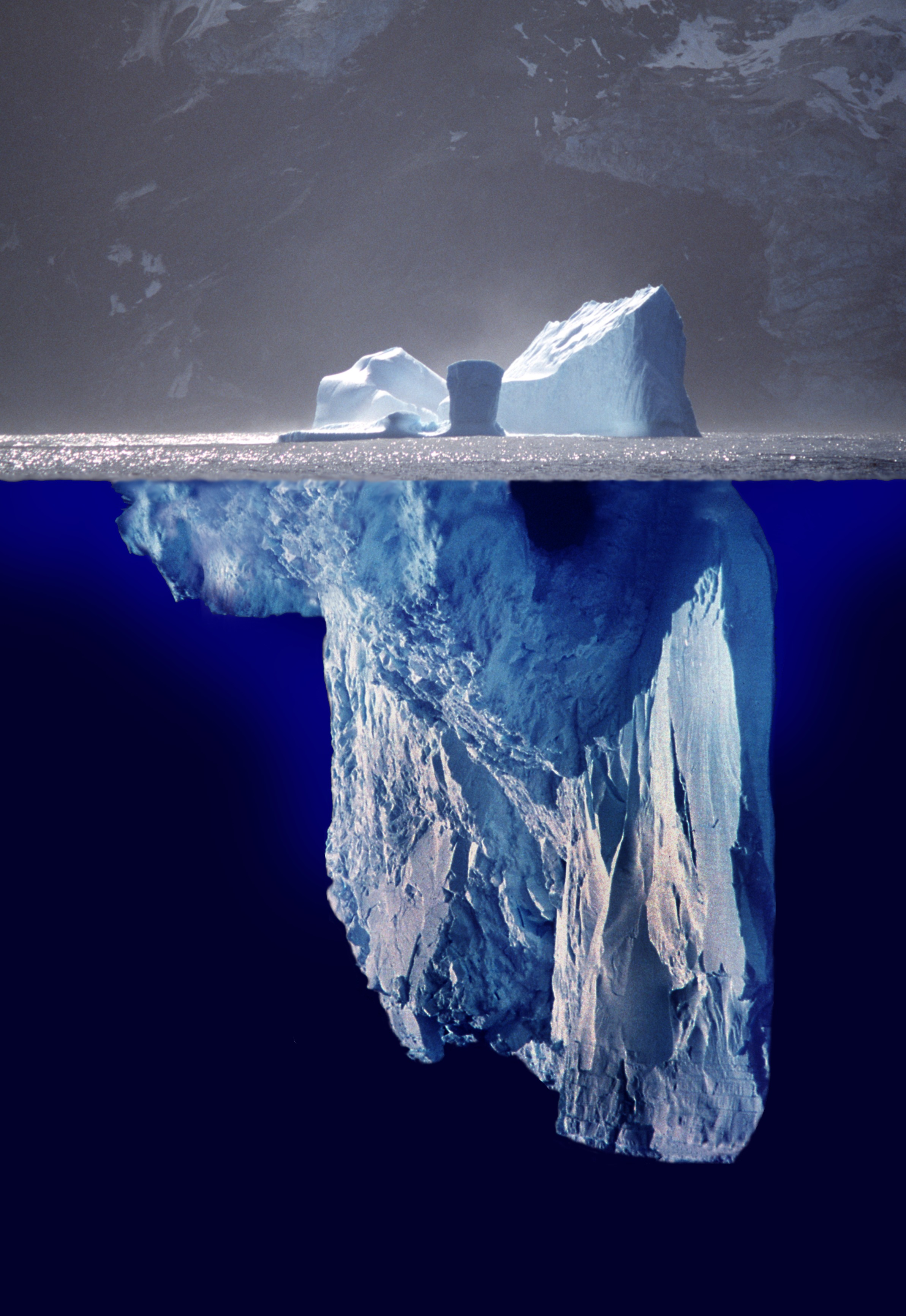
Iceberg, fotomontáž

Špička ledovce je ustálené slovní spojení, které  vešlo do slovníku  jako rčení.
Obratu se používá pro označení problému, který jednak může být podstatně větší než se ve skutečnosti zdá, jednak může mít odlišný charakter od toho, co je vidět a je zjevné. 
Rčení vychází z toho, že icebergy (kry), které se odlomily od ledovce nebo šelfového ledovce a které plují po moři, jsou asi ze 7/8 ponořeny pod mořskou hladinou (více viz v článku Šelfový ledovec). Je tedy velmi nesnadné určit skutečný tvar icebergu (nejde-li o rozlehlou tabulovou ledovou horu) pouze podle toho, co je vidět nad hladinou. 